# 依安站
依安站，位于中华人民共和国黑龙江省齐齐哈尔市依安县依安镇，是齐北铁路上的火车站，建于1928年，由哈尔滨铁路局管辖。

## 車站周邊
- 依安第四中学
- 中国邮政储蓄银行明安路支行
- 依安第一小学
- 依安县烈士陵园
- 依安二中
- 中国人民银行依安县支行
- 依安县畜牧水产局
- 依安县水务局
- 依安客运站
- 中国移动泰安北街营业厅
- 依安历史展览馆
- 依安县人民政府
- 中国银行依安支行
- 中国农业银行依安营业厅
- 依安县城乡规划局
- 江中医药大学研究生社会实践基地
- 中国工商银行依安支行
- 依安购物中心泰安大街店
- 依安农场医院

## 歷史
- 建于1928年。

## 外部連結
- 中国铁路客户服务中心 （页面存档备份，存于）